# Temple de Venus i Roma
El temple de Venus i Roma (en llatí: Templum Veneris et Romae) se situa a l'extrem oriental del Fòrum romà, prop del Coliseu. Era un dels temples més grans de Roma i estava dedicat a les deïtats Venus i Roma, la personificació de l'estat romà.
Va ser construït per l'emperador Hadrià, que va començar-ne la construcció l'any 121. Es va inaugurar catorze anys més tard, el 135, però no es va acabar totalment fins a l'any 141 per Antoní Pius.
Hadrià el va construir sobre les restes de la Domus Aurea de Neró, fet pel qual va ser necessari moure l'estàtua gegant de Neró, el Colós de Neró, que va ser situada al costat de l'Amfiteatre Flavi, també anomenat Coliseu, que rep el seu nom d'aquesta estàtua. L'arquitecte favorit d'Hadrià, Apol·lodor de Damasc, es va burlar de la mida de les estàtues d'aquest temple, fet que va provocar la ira de l'emperador, que l'envià a l'exili i després el va fer executar.

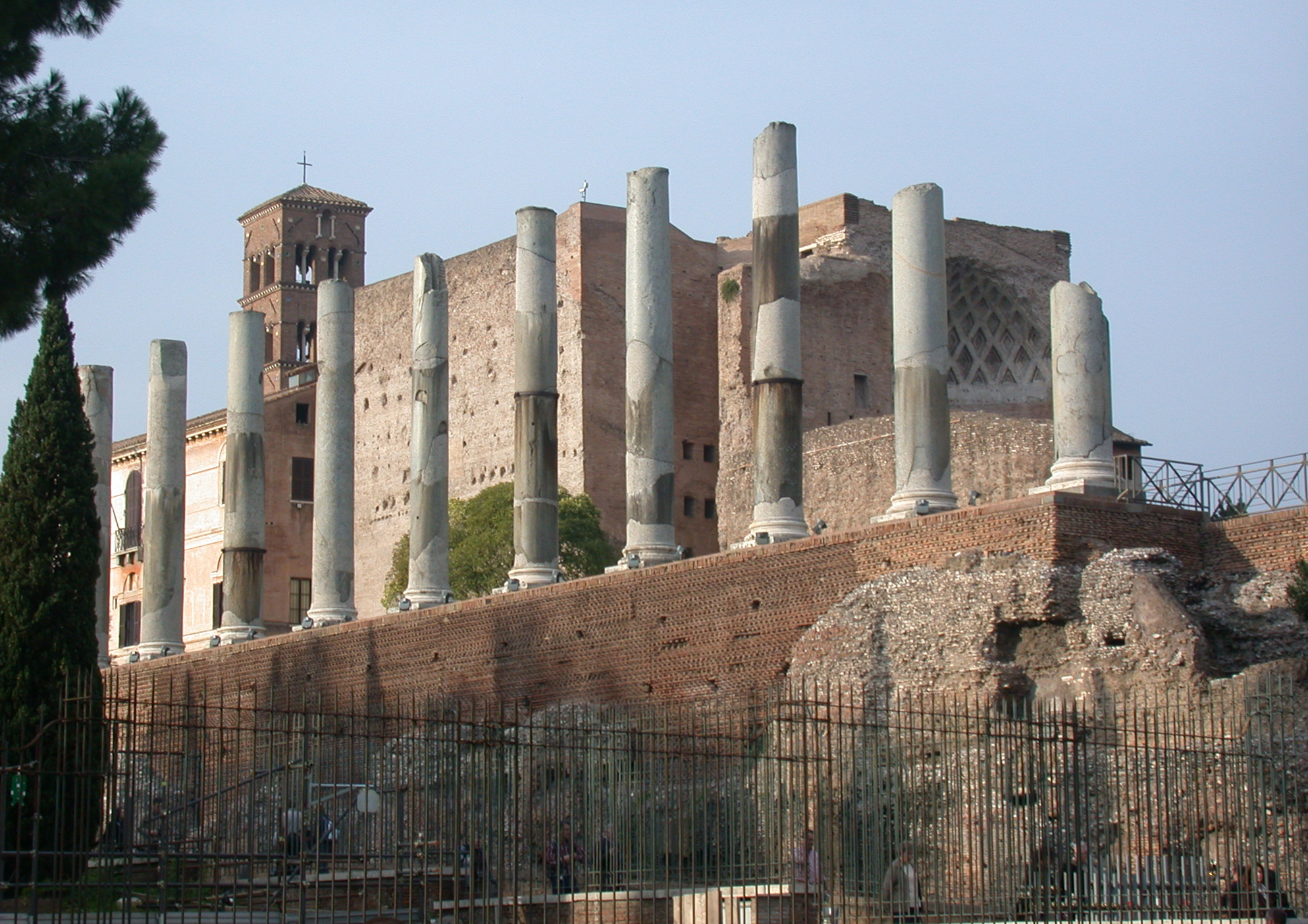
Temple de Venus i Roma

Va patir un incendi l'any 307, l'emperador Maxenci el va restaurar. Aquesta restauració en va canviar el disseny originari introduint exedrae, nínxols semicirculars, a la part posterior de cada cel·la, i pavimentant el terra amb marbres policromats. També va sofrir una altra restauració en temps de Flavi Eugeni, entre els anys 392 i 394.
Va ser destruït per un incendi a principis del segle ix i convertit en església, Santa Maria Nova, pel papa Lleó IV el 850.
L'any 1615 va sofrir una altra restauració i va passar a anomenar-se Santa Francesca Romana.
Era de grans proporcions, 145 metres de longitud i 100 metres d'ample. El temple consistia en dues cel·les principals que contenien, respectivament, cadascuna de les dues deesses a les quals aquest temple està dedicat. Les cel·les estaven disposades simètricament, la que contenia l'estàtua de Roma, dirigida a l'oest i la de Venus, a l'est. A l'entrada de cada cel·la se situaven quatre columnes. El costat oest i est contenien deu columnes (decàstil) i el costat nord i el sud tenien divuit columnes, totes corínties amb una amplada d'1,8 metres.
Hadrià va introduir-hi unes inscripcions nomenant les respectives deïtats, en què destaca la paraula amor, ja que Venus era la dea de l'amor i amor és Roma escrit a l'inrevés, produint un efecte simètric.
Actualment es conserva en un bon estat una part de l'edifici.